# Chillanes
Chillanes – miasto w Ekwadorze, w prowincji Bolívar, siedziba kontonu Chillanes.